# Пакарана
Пакарана (Dinomys branickii) — гризун, єдиний вид у родині пакаранових (Dinomyidae).

## Етимологія
Родова назва походить від дав.-гр. δεινός — «страшний, грізний» і μῦς, — «миша», тобто «грізна миша», маючи на увазі розміри пакарани.
Видовим епітетом вшановано Костянтина Ґжеґожа Браницького (пол. Konstanty Grzegorz Branicki, 1824—1884) — натураліста, колекціонера, дослідника, заможного польського шляхтича, який фінансував багато експедицій у різні частини світу, чий син Ксаверій (пол. Ksawery) заснував приватний музей природи.

## Поширення
Країни поширення: Болівія, Бразилія, Колумбія, Еквадор, Перу, Венесуела. Висота проживання над рівнем моря: у Колумбії від 300 до 3400 м, у Болівії від 1000 до 1600 м. Населяють високі сельви і верхню частину нижньої сельви. Живе в незайманих лісах або з невеликим втручанням людини.

## Зовнішня морфологія
Довжина голови й тіла 730—790 мм, хвіст близько 200 мм, маса 10—15 кг. Верхня частина тіла чорна або коричнева з двома більш-менш суцільними широкими білими смугами по боках від середини спини, а нижче по два коротших ряди білих плям. Нижня частина тіла блідіша, ніж верхня і не маркована. Волосяний покрив досить грубий, рідкий і різної довжини. Хвіст повністю покритий волоссям. Тіло кремезне, хвіст товстий, голова широка, вуха короткі й округлі, лапи короткі. Кожна із широких підошов лап має чотири пальці, кожен озброєний довгими, потужними кігтями. Самиці мають дві бічні грудні і дві бічні черевні пари молочних залоз. Різці широкі й важкі, імовірно без коренів.

## Поведінка
Живуть у природних тріщинах, які вони збільшують розкопуючи сильними кігтями, але в полоні ніхто не бачив, щоб вони копали, натомість, вони використовують свої пазурі, щоб уміло лазити по деревах і воліють спати на висоті. Активні після заходу сонця. На землі ходить перевальцем. Коли загрожує хижак, такий, як оцелот або коаті, пакарана повертається спиною до скелі або нори для захисту своїх уразливих задніх частин. Під час їди, пакарана сидить навпочіпки й швидко досліджує свою їжу перед уживанням. Раціон, можливо, складають переважно фрукти, листя і ніжні частини стебел. Хоча назва означає «грізна миша», в бійку пакарана вступає лише в крайніх випадках. Загалом же вони добродушні, мирні, легко приручаються. Незадоволення можуть виявити низьким, гортанним гарчанням або дряпанням. Інші види вокалізації: під час зіткнень самців із самицями це шипіння, гарчання й уривчасте фиркання.

## Відтворення
Період вагітності 223—283 дні. Зазвичай народжується двоє дитинчат. Маса дитинчати, народженого в неволі близько 900 г. У неволі живуть понад 10 років, рекорд довголіття — понад 13 років.